# 禮云子
礼云子是中國南方的一種特別的食材，當地人流行用它來蒸雞蛋或蒸豆腐 。「禮云子」其實是由 雌性蟛蜞的卵子所製成，蟛 蜞是一種生長在鹹淡水交界的小蟹， 多數藏身在禾田的水邊，個子只有一至兩寸長，由於雙螯如拱手作揖狀，自古就被稱為禮云，這是出自《 四書》：「禮云禮云，玉帛云乎哉！」，所以蟛蜞的卵子亦被稱為禮云子。禮云子以番禺出產的為上佳。
由於現時水質及環境污染，使蟛蜞的產量大減；加上傳媒在電視上吹噓禮云子的美味，亦使禮云子的需求大增，使這種食材的價格上升數倍。